# Czerwona Wola-Kolonia
Czerwona Wola-Kolonia (dawn. Kolonia Czerwona Wola B) – wieś sołecka w Polsce położona w województwie świętokrzyskim, w powiecie koneckim, w gminie Słupia Konecka.
W latach 1975–1998 miejscowość administracyjnie należała do województwa kieleckiego.
Wierni Kościoła rzymskokatolickiego należą do parafii Wniebowzięcia Najświętszej Maryi Panny i św. Tekli w Mninie.